# Gabriel Escobar Mascuñano
Gabriel Escobar, né le 22 juillet 1996 à Leganés, est un boxeur espagnol.

## Carrière
Sa carrière amateur est principalement marquée par une médaille d'or remportée aux Jeux européens de 2019 dans la catégorie poids mouches.

## Palmarès

### Jeux européens
- Médaille d'or en -52 kg en 2019 à Minsk, Biélorussie

### Jeux méditerranéens
- Médaille d'or en -52 kg en 2018 à Tarragone, Espagne